# Daniel Lilayu
Daniel Sergio Felipe Lilayú Vivanco (Copiapó, 2 de marzo de 1949) es un médico cirujano y político chileno de la Unión Demócrata Independiente. Desde marzo de 2022 ejerce como diputado por el Distrito N°25 de la Región de Los Lagos. Anteriormente se desempeñó como gobernador de la Provincia de Osorno y concejal de Osorno.

## Biografía
Es hijo de Sergio William Lilayú Ortiz y Rosa Yolanda Vivanco Ortiz. Su familia paterna es de origen sino-chilena.  Se casó el 23 de mayo de 1974 con la enfermera Ana María Chaves Salinas.
Su licencia de Enseñanza Media la aprobó en el año 1966, en el Colegio San Luis de la comuna de Antofagasta. Estudió medicina en la Pontificia Universidad Católica, obteniendo su título en 1974. Tras ganar una beca realizó su especialización en Cirugía General en el Hospital Paula Jaraquemada de Santiago. 
Fue por más de 14 años el jefe del servicio de urgencia del Hospital Base Osorno y durante 10 años el jefe del servicio de cirugía del mismo hospital. En paralelo, ingresó a Carabineros, llegando a ser Coronel de Sanidad A nivel privado trabajó en el Centro de Estudio Vascular Medigroup.
En 2012 fue elegido como concejal de Osorno, logrando la reelección en 2016. Mientras ejercía su segundo período como concejal en 2018, fue nombrado por el presidente Sebastián Piñera como gobernador provincial de Osorno, cargo que ostentó por cerca de dos años hasta el 6 de marzo de 2020.
En las elecciones del 21 de noviembre de 2021 fue electo diputado en representación del 25° Distrito, compuesto por las comunas de Fresia, Frutillar, Llanquihue, Los Muermos, Osorno, Puerto Octay, Puerto Varas, Puyehue, Purranque, Río Negro, San Juan de la Costa y San Pablo, en el pacto Chile Podemos Más y en el cupo de la UDI, con 9.004 votos, equivalentes al 6,54% del total de los sufragios válidamente emitidos. Asumió el cargo el 11 de marzo de 2022, integrando las comisiones permanentes de Futuro, Ciencias, Tecnología, Conocimiento e Innovación; Derechos Humanos y Pueblos Originarios, y Salud.

## Historial electoral

### Elecciones municipales de 2012
- Elecciones municipales de 2012 para el concejo municipal de Osorno[2]

### Elecciones municipales de 2016
- Elecciones municipales de 2016 para el concejo municipal de Osorno[3]

### Elecciones parlamentarias de 2021
- Elecciones parlamentarias de 2021 a Diputado por el distrito 25 (Fresia, Frutillar, Llanquihue, Los Muermos, Osorno, Puerto Octay, Puerto Varas, Puyehue, Purranque, Río Negro, San Juan de la Costa y San Pablo).[4]